# ハンプティ・ダンプティ (ピンボール)
ハンプティ・ダンプティ(Humpty Dumpty)は、1947年10月にゴットリーブ社からリリースされた、歴史的に重要なピンボール・マシンである。このマシンは初期のバガテル・マシン（訳注：ピンの隙間を通して複数のボールを穴に落とすゲーム）と現代のピンボールを区別する、かつて生産された内で最初のピンボール・マシンであると考えられている。

## 特徴
ハンプティ・ダンプティには6個のフリッパーが備わっていたが、現代のピンボール筐体とは異なり、これらのフリッパーは筐体の左右6カ所でボールを内側に跳ね返すように設置されており、筐体下部のメイン・アウトホール近くには設置されていなかった。初期の全てのピンボール筐体と同様に、ハンプティ・ダンプティは木製筐体で、機械式リールや電子LEDではなく、事前にセットされたバックライトによる得点表示を行っていた。
| スタブアイコン | サブスタブ | この項目は、まだ閲覧者の調べものの参照としては役立たない、ゲームに関連した書きかけの項目です。この項目を加筆・訂正などしてくださる協力者を求めています。 |